# Angelique Kerber/Tennissaison 2016
Dieser Artikel zeigt die Tennissaison 2016 von Angelique Kerber. Sie begann das Tennisjahr als Weltranglistenzehnte am 5. Januar in Brisbane und erreichte nach den US Open 2016 erstmals die Spitzenposition der Weltrangliste.

## Details

### Grand-Slam-Turniere

#### Australian Open
Die erste Runde des ersten Grand-Slam-Turniers der Saison überstand Kerber mit etwas Glück. Ihre Gegnerin Misaki Doi hatte einen Matchball, den Kerber aber abwehren konnte, um das Spiel noch mit 6:74, 7:66 und 6:3 zu gewinnen. Die nächsten drei Runden bis zum Viertelfinale gewann sie in glatten Zweisatzspielen. Im Viertelfinale hatte sie es mit Wiktoryja Asaranka zu tun, gegen die sie zuvor alle sechs Begegnungen verlor; die letzte beim Turnier in Brisbane im Finale. Diesmal sollte es anders sein, Kerber gewann das Match in zwei Sätzen mit 6:3 und 7:5 und erreichte das Halbfinale. In diesem gewann sie gegen Johanna Konta mit 7:5 und 6:2 und zog erstmals in ihrer Karriere in ein Grand-Slam-Finale ein. Ihre Gegnerin dort war Serena Williams, die das Finale ohne Satzverlust erreichte. Kerber gewann das Endspiel mit 6:4, 3:6 und 6:4 und damit ihren ersten Grand-Slam-Titel.

#### French Open
Nachdem Kerber noch auf einen Start beim WTA-Turnier in Nürnberg wegen einer Schulterverletzung verzichten musste, gab sie für die French Open in dieser Sache Entwarnung. Bei der Auslosung für die erste Hauptrunde fiel das Los auf Kiki Bertens, gegen die sie noch im März dieses Jahres bei den Miami Open, dem bisher einzigen Aufeinandertreffen, durch Aufgabe von Bertens mit 1:6, 6:2 und 3:0 gewann. Bertens ihrerseits ging mit sehr viel Selbstvertrauen in das Match, hatte sie doch in der Vorwoche das Turnier in Nürnberg gewonnen. So verlor Kerber beim zweiten Grand-Slam-Turnier des Jahres in der ersten Runde mit 1:6, 6:3 und 3:6. Bertens gelangte im Verlauf des Turniers bis ins Halbfinale.

#### Wimbledon
In Wimbledon erreichte Kerber ohne Satzverlust das Halbfinale. Lediglich das Viertelfinale gegen Simona Halep war mit 7:5 und 7:62 ein vom Ergebnis knapper Sieg. Im Halbfinale wartete Venus Williams, die das Turnier schon fünf Mal gewann. Kerber siegte auch im Halbfinale und stand so zum zweiten Mal im Finale eines Grand-Slam-Turniers. Wie schon bei den Australian Open war auch diesmal Serena Williams ihre Finalgegnerin. Kerber verlor das Match mit 5:7 und 3:6. Für Williams war es der 22. Grand-Slam Titel.

#### US Open
Vor dem Turnier gehörte Kerber zu einem Quartett von Spielerinnen, die alle die Möglichkeit hatten Weltranglistenerste zu werden, wobei Kerber virtuell vor dem Turnier bereits auf Platz 1 lag. Nachdem zwei der Anwärterinnen recht früh ausschieden – Garbiñe Muguruza in der zweiten Runde und Agnieszka Radwańska im Achtelfinale – erreichte Serena Williams ohne große Mühe das Halbfinale. Kerber hatte bis dahin mit Siegen über Polona Hercog, Mirjana Lučić-Baroni, Catherine Bellis, Petra Kvitová und Roberta Vinci nicht einen einzigen Satz verloren. Im ersten Halbfinale, beide fanden in der Night Session statt, hatte es Williams mit Karolína Plíšková zu tun, die erst knapp drei Wochen zuvor in Cincinnati Kerbers erste Chance auf die Weltranglistenposition 1 durch einen Finalsieg gegen Kerber zunichtemachte. Plíšková gewann ihr Halbfinale und erreichte erstmals ein Grand-Slam-Finale, was auch zur Folge hatte, dass Kerber ab dem 12. September die neue Weltranglistenerste wurde. Unbeeindruckt von dieser Nachricht, gab Kerber auch im Halbfinale keinen Satz ab und siegte gegen Caroline Wozniacki mit 6:4 und 6:3. Lediglich im Finale gab Kerber einen Satz ab, siegte aber in einem umkämpften Spiel nach 2:07 Stunden mit 6:3, 4:6 und 6:4. Es war ihr zweiter Grand-Slam-Titel.

### Andere Turniere

#### Stuttgart
Zu ihrem Lieblingsturnier nach Stuttgart, reiste Kerber nach dem erfolgreichen Fed-Cup-Wochenende in Rumänien. Im letzten Jahr hatte sie hier ihren fünften WTA-Titel gefeiert. Sie bestritt ihr erstes Spiel erst im Achtelfinale, für die erste Runde erhielt sie von der Turnierorganisation ein Freilos. Das Match gegen Annika Beck ging über drei Sätze, das Kerber mit 4:6, 6:3 und 6:1 gewann. Im Viertelfinale gegen Carla Suárez Navarro benötigte sie für den Sieg mit 6:2 und 6:4 nur zwei Sätze. Petra Kvitová war ihre Halbfinalgegnerin, die sie mit 6:4, 4:6 und 6:2 besiegte und erneut in das Endspiel einzog. Hier wartete Finalgegnerin Laura Siegemund, die sich erst über die Qualifikation ins Hauptfeld spielte. Kerber gewann das Match in zwei glatten Sätzen mit 6:4 und 6:0. Es war ihr neunter WTA-Titel.

#### Olympische Spiele
Bei den Olympischen Spielen ging sie im Einzel und im Doppel mit Andrea Petković an den Start. Im Doppel schied sie in der ersten Runde gegen das italienische Duo Errani/Vinci mit 2:6 und 2:6 aus. Im Einzel gehörte sie – als mittlerweile Weltranglistenzweite – zu den Medaillenkandidatinnen. Die Aussichten auf eine Medaille erhöhten sich noch, als Serena Williams bereits im Achtelfinale ausschied. Das Finale erreichte Kerber nach Siegen über Mariana Duque Mariño, Eugenie Bouchard, Samantha Stosur, Johanna Konta und Madison Keys ohne Satzverlust. Den zweiten Finalplatz erreichte überraschend Mónica Puig aus Puerto Rico, gegen die Kerber bei früheren Begegnungen beide Partien gewonnen hatte. Kerber verlor das Match in drei Sätzen (4:6, 6:4, 1:6), gewann so aber die Silbermedaille.

#### Fed Cup
Im Fed Cup gewann Kerber drei von vier Spielen. In der ersten Runde gegen die Schweiz, die am 6. und 7. Februar in Leipzig ausgetragen wurde, gewann sie ihr erstes Match gegen Timea Bacsinszky mit 6:1 und 6:3. Am Folgetag verlor sie gegen Belinda Bencic mit 6:74 und 3:6 und Deutschland mit 2:3 gegen die Schweiz. 
In den Play-offs gegen Rumänien ging es am 16. und 17. April um den Verbleib in der Weltgruppe. Kerber gewann sowohl ihr erstes Match gegen Irina-Camelia Begu mit 6:2 und 6:3, als auch am zweiten Tag gegen Simona Halep mit 6:2 und 6:2. Deutschland gewann die Begegnung mit 4:1.

## Gesamte Spiele
| 1R | 2R | 3R | AF | VF | HF | F | S |  | 1S | 2S | 3S |  | S | N |

(R#) Runde 1, 2, 3, (AF) Achtelfinale, (VF) Viertelfinale, (HF) Halbfinale, (F) Finale, (S) Sieg, (N) Niederlage
(S#) Spiel 1, 2, 3

### Einzel
| Turniere                                                                                                 | Spiele | Runde | Gegnerin                     | Rang    | S/N     | Ergebnis              |
| --- | ------ | ----- | ---------------------------- | ------- | ------- | --------------------- |
| Brisbane International Brisbane, Australien Premier Hartplatz 4. – 9. Januar 2016                        | 1      | 1R    | Camila Giorgi                | 35      | S       | 5:7, 6:3, 6:0         |
| Brisbane International Brisbane, Australien Premier Hartplatz 4. – 9. Januar 2016                        | 2      | 2R    | Madison Brengle              | 40      | S       | 6:3, 6:3              |
| Brisbane International Brisbane, Australien Premier Hartplatz 4. – 9. Januar 2016                        | 3      | VF    | Anastassija Pawljutschenkowa | 28      | S       | 6:4, 6:4              |
| Brisbane International Brisbane, Australien Premier Hartplatz 4. – 9. Januar 2016                        | 4      | HF    | Carla Suárez Navarro         | 13      | S       | 6:2, 6:3              |
| Brisbane International Brisbane, Australien Premier Hartplatz 4. – 9. Januar 2016                        | 5      | F     | Wiktoryja Asaranka           | 22      | N       | 3:6, 1:6              |
| |        |       |                              |         |         |                       |
| Apia International Sydney Sydney, Australien Premier Hartplatz 10. – 16. Januar 2016                     | 6      | 1R    | Elina Switolina              | 20      | S       | 4:6, 6:0, 6:3         |
| Apia International Sydney Sydney, Australien Premier Hartplatz 10. – 16. Januar 2016                     | –      | 2R    | Jekaterina Makarowa          | 23      | Rückzug | Rückzug               |
| |        |       |                              |         |         |                       |
| Australian Open Melbourne, Australien Grand Slam Hartplatz 18. – 31. Januar 2016                         | 7      | 1R    | Misaki Doi                   | 64      | S       | 6:74, 7:66, 6:3       |
| Australian Open Melbourne, Australien Grand Slam Hartplatz 18. – 31. Januar 2016                         | 8      | 2R    | Alexandra Dulgheru           | 61      | S       | 6:2, 6:4              |
| Australian Open Melbourne, Australien Grand Slam Hartplatz 18. – 31. Januar 2016                         | 9      | 3R    | Madison Brengle              | 49      | S       | 6:1, 6:3              |
| Australian Open Melbourne, Australien Grand Slam Hartplatz 18. – 31. Januar 2016                         | 10     | AF    | Annika Beck                  | 55      | S       | 6:4, 6:0              |
| Australian Open Melbourne, Australien Grand Slam Hartplatz 18. – 31. Januar 2016                         | 11     | VF    | Wiktoryja Asaranka           | 16      | S       | 6:3, 7:5              |
| Australian Open Melbourne, Australien Grand Slam Hartplatz 18. – 31. Januar 2016                         | 12     | HF    | Johanna Konta                | 47      | S       | 7:5, 6:2              |
| Australian Open Melbourne, Australien Grand Slam Hartplatz 18. – 31. Januar 2016                         | 13     | S     | Serena Williams              | 1       | S       | 6:4, 3:6, 6:4         |
| |        |       |                              |         |         |                       |
| Fed Cup 1. Runde Leipzig, Deutschland Fed Cup Hartplatz (Halle) 6. – 7. Februar 2016                     | 14     | 2S    | Timea Bacsinszky             | 15      | S       | 6:1, 6:3              |
| Fed Cup 1. Runde Leipzig, Deutschland Fed Cup Hartplatz (Halle) 6. – 7. Februar 2016                     | 15     | 3S    | Belinda Bencic               | 11      | N       | 6:75, 3:6             |
| |        |       |                              |         |         |                       |
| Qatar Total Open Doha, Katar Premier 5 Hartplatz 21. – 27. Februar 2016                                  | –      | 1R    | Freilos                      | Freilos | Freilos | Freilos               |
| Qatar Total Open Doha, Katar Premier 5 Hartplatz 21. – 27. Februar 2016                                  | 16     | 2R    | Zheng Saisai                 | 73      | N       | 5:7, 1:6              |
| |        |       |                              |         |         |                       |
| BNP Paribas Open Indian Wells, Vereinigte Staaten Premier Mandatory Hartplatz 7. – 20. März 2016         | –      | 1R    | Freilos                      | Freilos | Freilos | Freilos               |
| BNP Paribas Open Indian Wells, Vereinigte Staaten Premier Mandatory Hartplatz 7. – 20. März 2016         | 17     | 2R    | Denisa Allertová             | 17      | N       | 5:7, 5:7              |
| |        |       |                              |         |         |                       |
| Miami Open Miami, Vereinigte Staaten Premier Mandatory Hartplatz 21. März – 3. April 2016                | –      | 1R    | Freilos                      | Freilos | Freilos | Freilos               |
| Miami Open Miami, Vereinigte Staaten Premier Mandatory Hartplatz 21. März – 3. April 2016                | 18     | 2R    | Barbora Strýcová             | 32      | S       | 6:1, 6:1              |
| Miami Open Miami, Vereinigte Staaten Premier Mandatory Hartplatz 21. März – 3. April 2016                | 19     | 3R    | Kiki Bertens                 | 108     | S       | 1:6, 6:2, 3:0 Aufgabe |
| Miami Open Miami, Vereinigte Staaten Premier Mandatory Hartplatz 21. März – 3. April 2016                | 20     | AF    | Tímea Babos                  | 49      | S       | 6:2, 3:6, 6:4         |
| Miami Open Miami, Vereinigte Staaten Premier Mandatory Hartplatz 21. März – 3. April 2016                | 21     | VF    | Madison Keys                 | 24      | S       | 6:3, 6:2              |
| Miami Open Miami, Vereinigte Staaten Premier Mandatory Hartplatz 21. März – 3. April 2016                | 22     | HF    | Wiktoryja Asaranka           | 8       | N       | 2:6, 5:7              |
| |        |       |                              |         |         |                       |
| Volvo Car Open Charleston, Vereinigte Staaten Premier Sandplatz 4. – 10. April 2016                      | –      | 1R    | Freilos                      | Freilos | Freilos | Freilos               |
| Volvo Car Open Charleston, Vereinigte Staaten Premier Sandplatz 4. – 10. April 2016                      | 23     | 2R    | Lara Arruabarrena Vecino     | 80      | S       | 6:2, 5:7, 7:63        |
| Volvo Car Open Charleston, Vereinigte Staaten Premier Sandplatz 4. – 10. April 2016                      | 24     | 3R    | Kristína Kučová              | 142     | S       | 6:2, 6:3              |
| Volvo Car Open Charleston, Vereinigte Staaten Premier Sandplatz 4. – 10. April 2016                      | 25     | VF    | Irina-Camelia Begu           | 34      | S       | 6:2, 6:3              |
| Volvo Car Open Charleston, Vereinigte Staaten Premier Sandplatz 4. – 10. April 2016                      | 26     | HF    | Sloane Stephens              | 25      | N       | 1:6, 0:3 Aufgabe      |
| |        |       |                              |         |         |                       |
| Fed Cup Play-offs Cluj-Napoca, Rumänien Fed Cup Sandplatz (Halle) 16. – 17. April 2016                   | 27     | 1S    | Irina-Camelia Begu           | 35      | S       | 6:2, 6:3              |
| Fed Cup Play-offs Cluj-Napoca, Rumänien Fed Cup Sandplatz (Halle) 16. – 17. April 2016                   | 28     | 3S    | Simona Halep                 | 6       | S       | 6:2, 6:2              |
| |        |       |                              |         |         |                       |
| Porsche Tennis Grand Prix Stuttgart, Deutschland Premier Sandplatz (Halle) 18. – 24. April 2016          | –      | 1R    | Freilos                      | Freilos | Freilos | Freilos               |
| Porsche Tennis Grand Prix Stuttgart, Deutschland Premier Sandplatz (Halle) 18. – 24. April 2016          | 29     | AF    | Annika Beck                  | 41      | S       | 4:6, 6:3, 6:1         |
| Porsche Tennis Grand Prix Stuttgart, Deutschland Premier Sandplatz (Halle) 18. – 24. April 2016          | 30     | VF    | Carla Suárez Navarro         | 11      | S       | 6:2, 6:4              |
| Porsche Tennis Grand Prix Stuttgart, Deutschland Premier Sandplatz (Halle) 18. – 24. April 2016          | 31     | HF    | Petra Kvitová                | 7       | S       | 6:4, 4:6, 6:2         |
| Porsche Tennis Grand Prix Stuttgart, Deutschland Premier Sandplatz (Halle) 18. – 24. April 2016          | 32     | S     | Laura Siegemund              | 71      | S       | 6:4, 6:0              |
| |        |       |                              |         |         |                       |
| Mutua Madrid Open Madrid, Spanien Premier Mandatory Sandplatz 1. – 8. Mai 2016                           | 33     | 1R    | Barbora Strýcová             | 33      | N       | 4:6, 2:6              |
| |        |       |                              |         |         |                       |
| BNP Paribas Open Rom, Italien Premier 5 Sandplatz 9. – 15. Mai 2016                                      | –      | 1R    | Freilos                      | Freilos | Freilos | Freilos               |
| BNP Paribas Open Rom, Italien Premier 5 Sandplatz 9. – 15. Mai 2016                                      | 34     | 2R    | Eugenie Bouchard             | 46      | N       | 1:6, 7:5, 5:7         |
| |        |       |                              |         |         |                       |
| French Open Paris, Frankreich Grand Slam Sandplatz 23. Mai – 5. Juni 2016                                | 35     | 1R    | Kiki Bertens                 | 58      | N       | 1:6, 6:3, 3:6         |
| |        |       |                              |         |         |                       |
| AEGON Classic Birmingham Birmingham, Vereinigtes Königreich Premier Rasen 13. – 19. Juni 2016            | 36     | 1R    | Peng Shuai                   | 266     | S       | 7:63, 6:3             |
| AEGON Classic Birmingham Birmingham, Vereinigtes Königreich Premier Rasen 13. – 19. Juni 2016            | 37     | AF    | Daria Gavrilova              | 50      | S       | 5:7, 6:2, 6:2         |
| AEGON Classic Birmingham Birmingham, Vereinigtes Königreich Premier Rasen 13. – 19. Juni 2016            | 38     | VF    | Carla Suárez Navarro         | 15      | N       | 4:6, 6:1, 5:7         |
| |        |       |                              |         |         |                       |
| Wimbledon London, Vereinigtes Königreich Grand Slam Rasen 27. Juni – 10. Juli 2016                       | 39     | 1R    | Laura Robson                 | 283     | S       | 6:2, 6:2              |
| Wimbledon London, Vereinigtes Königreich Grand Slam Rasen 27. Juni – 10. Juli 2016                       | 40     | 2R    | Varvara Lepchenko            | 64      | S       | 6:4, 6:1              |
| Wimbledon London, Vereinigtes Königreich Grand Slam Rasen 27. Juni – 10. Juli 2016                       | 41     | 3R    | Carina Witthöft              | 109     | S       | 7:611, 6:1            |
| Wimbledon London, Vereinigtes Königreich Grand Slam Rasen 27. Juni – 10. Juli 2016                       | 42     | AF    | Misaki Doi                   | 49      | S       | 6:3, 6:1              |
| Wimbledon London, Vereinigtes Königreich Grand Slam Rasen 27. Juni – 10. Juli 2016                       | 43     | VF    | Simona Halep                 | 5       | S       | 7:5, 7:62             |
| Wimbledon London, Vereinigtes Königreich Grand Slam Rasen 27. Juni – 10. Juli 2016                       | 44     | HF    | Venus Williams               | 8       | S       | 6:4, 6:4              |
| Wimbledon London, Vereinigtes Königreich Grand Slam Rasen 27. Juni – 10. Juli 2016                       | 45     | F     | Serena Williams              | 1       | N       | 5:7, 3:6              |
| |        |       |                              |         |         |                       |
| Ericsson Open Båstad, Schweden International Sandplatz 18. – 24. Juli 2016                               | 46     | 1R    | Cornelia Lister              | 664     | S       | 2:6, 6:4, 6:2         |
| Ericsson Open Båstad, Schweden International Sandplatz 18. – 24. Juli 2016                               | –      | AF    | Lara Arruabarrena Vecino     | 98      | Rückzug | Rückzug               |
| |        |       |                              |         |         |                       |
| Rogers Cup Montreal, Kanada Premier 5 Hartplatz 25. – 31. Juli 2016                                      | –      | 1R    | Freilos                      | Freilos | Freilos | Freilos               |
| Rogers Cup Montreal, Kanada Premier 5 Hartplatz 25. – 31. Juli 2016                                      | 47     | 2R    | Mirjana Lučić-Baroni         | 55      | S       | 6:3, 4:6, 6:3         |
| Rogers Cup Montreal, Kanada Premier 5 Hartplatz 25. – 31. Juli 2016                                      | 48     | AF    | Elina Switolina              | 20      | S       | 1:6, 7:62, 6:4        |
| Rogers Cup Montreal, Kanada Premier 5 Hartplatz 25. – 31. Juli 2016                                      | 49     | VF    | Darja Kassatkina             | 33      | S       | 6:2, 6:2              |
| Rogers Cup Montreal, Kanada Premier 5 Hartplatz 25. – 31. Juli 2016                                      | 50     | HF    | Simona Halep                 | 5       | N       | 0:6, 6:3, 2:6         |
| |        |       |                              |         |         |                       |
| Olympische Sommerspiele Rio de Janeiro, Brasilien Olympische Spiele Hartplatz 6. – 14. August 2016       | 51     | 1R    | Mariana Duque Mariño         | 80      | S       | 6:3, 7:5              |
| Olympische Sommerspiele Rio de Janeiro, Brasilien Olympische Spiele Hartplatz 6. – 14. August 2016       | 52     | 2R    | Eugenie Bouchard             | 40      | S       | 6:4, 6:2              |
| Olympische Sommerspiele Rio de Janeiro, Brasilien Olympische Spiele Hartplatz 6. – 14. August 2016       | 53     | AF    | Samantha Stosur              | 17      | S       | 6:0, 7:5              |
| Olympische Sommerspiele Rio de Janeiro, Brasilien Olympische Spiele Hartplatz 6. – 14. August 2016       | 54     | VF    | Johanna Konta                | 13      | S       | 6:1, 6:2              |
| Olympische Sommerspiele Rio de Janeiro, Brasilien Olympische Spiele Hartplatz 6. – 14. August 2016       | 55     | HF    | Madison Keys                 | 9       | S       | 6:3, 7:5              |
| Olympische Sommerspiele Rio de Janeiro, Brasilien Olympische Spiele Hartplatz 6. – 14. August 2016       | 56     | F     | Mónica Puig                  | 34      | N       | 4:6, 6:4, 1:6         |
| |        |       |                              |         |         |                       |
| Western & Southern Open Cincinnati, Vereinigte Staaten Premier 5 Hartplatz 15. – 21. August 2016         | –      | 1R    | Freilos                      | Freilos | Freilos | Freilos               |
| Western & Southern Open Cincinnati, Vereinigte Staaten Premier 5 Hartplatz 15. – 21. August 2016         | 57     | 2R    | Kristina Mladenovic          | 37      | S       | 6:0, 7:5              |
| Western & Southern Open Cincinnati, Vereinigte Staaten Premier 5 Hartplatz 15. – 21. August 2016         | 58     | AF    | Barbora Strýcová             | 20      | S       | 7:65, 6:4             |
| Western & Southern Open Cincinnati, Vereinigte Staaten Premier 5 Hartplatz 15. – 21. August 2016         | 59     | VF    | Carla Suárez Navarro         | 12      | S       | 4:6, 6:3, 6:0         |
| Western & Southern Open Cincinnati, Vereinigte Staaten Premier 5 Hartplatz 15. – 21. August 2016         | 60     | HF    | Simona Halep                 | 4       | S       | 6:3, 6:4              |
| Western & Southern Open Cincinnati, Vereinigte Staaten Premier 5 Hartplatz 15. – 21. August 2016         | 61     | F     | Karolína Plíšková            | 17      | N       | 3:6, 1:6              |
| |        |       |                              |         |         |                       |
| US Open New York City, Vereinigte Staaten Grand Slam Hartplatz 29. August – 11. September 2016           | 62     | 1R    | Polona Hercog                | 120     | S       | 6:0, 1:0 Aufgabe      |
| US Open New York City, Vereinigte Staaten Grand Slam Hartplatz 29. August – 11. September 2016           | 63     | 2R    | Mirjana Lučić-Baroni         | 57      | S       | 6:2, 7:69             |
| US Open New York City, Vereinigte Staaten Grand Slam Hartplatz 29. August – 11. September 2016           | 64     | 3R    | Catherine Bellis             | 158     | S       | 6:1, 6:1              |
| US Open New York City, Vereinigte Staaten Grand Slam Hartplatz 29. August – 11. September 2016           | 65     | AF    | Petra Kvitová                | 16      | S       | 6:3, 7:5              |
| US Open New York City, Vereinigte Staaten Grand Slam Hartplatz 29. August – 11. September 2016           | 66     | VF    | Roberta Vinci                | 8       | S       | 7:5, 6:0              |
| US Open New York City, Vereinigte Staaten Grand Slam Hartplatz 29. August – 11. September 2016           | 67     | HF    | Caroline Wozniacki           | 74      | S       | 6:4, 6:3              |
| US Open New York City, Vereinigte Staaten Grand Slam Hartplatz 29. August – 11. September 2016           | 68     | S     | Karolína Plíšková            | 12      | S       | 6:3, 4:6, 6:4         |
| |        |       |                              |         |         |                       |
| Dongfeng Motor Wuhan Open Wuhan, Volksrepublik China Premier 5 Hartplatz 25. September – 1. Oktober 2016 | –      | 1R    | Freilos                      | Freilos | Freilos | Freilos               |
| Dongfeng Motor Wuhan Open Wuhan, Volksrepublik China Premier 5 Hartplatz 25. September – 1. Oktober 2016 | 69     | 2R    | Kristina Mladenovic          | 54      | S       | 6:74, 6:1, 6:4        |
| Dongfeng Motor Wuhan Open Wuhan, Volksrepublik China Premier 5 Hartplatz 25. September – 1. Oktober 2016 | 70     | AF    | Petra Kvitová                | 16      | N       | 7:610, 5:7, 4:6       |
| |        |       |                              |         |         |                       |
| China Open Peking, Volksrepublik China Premier Mandatory Hartplatz 1. – 9. Oktober 2016                  | 71     | 1R    | Kateřina Siniaková           | 51      | S       | 6:4, 6:4              |
| China Open Peking, Volksrepublik China Premier Mandatory Hartplatz 1. – 9. Oktober 2016                  | 72     | 2R    | Barbora Strýcová             | 21      | S       | 6:3, 7:64             |
| China Open Peking, Volksrepublik China Premier Mandatory Hartplatz 1. – 9. Oktober 2016                  | 73     | AF    | Elina Switolina              | 19      | N       | 3:6, 5:7              |
| |        |       |                              |         |         |                       |
| Prudential Hong Kong Tennis Open Hongkong International Hartplatz 10. – 16. Oktober 2016                 | 74     | 1R    | Maria Sakkari                | 97      | S       | 6:4, 6:4              |
| Prudential Hong Kong Tennis Open Hongkong International Hartplatz 10. – 16. Oktober 2016                 | 75     | AF    | Louisa Chirico               | 60      | S       | 6:2. 3:6, 6:2         |
| Prudential Hong Kong Tennis Open Hongkong International Hartplatz 10. – 16. Oktober 2016                 | 76     | VF    | Daria Gavrilova              | 38      | N       | 3:6, 1:6              |
| |        |       |                              |         |         |                       |
| WTA Finals Singapur Tour Championships Hartplatz (Halle) 23. – 30. Oktober 2016                          | 77     | RR    | Dominika Cibulková           | 8       | S       | 7:65, 2:6, 6:3        |
| WTA Finals Singapur Tour Championships Hartplatz (Halle) 23. – 30. Oktober 2016                          | 78     | RR    | Simona Halep                 | 4       | S       | 6:4, 6:2              |
| WTA Finals Singapur Tour Championships Hartplatz (Halle) 23. – 30. Oktober 2016                          | 79     | RR    | Madison Keys                 | 7       | S       | 6:3, 6:3              |
| WTA Finals Singapur Tour Championships Hartplatz (Halle) 23. – 30. Oktober 2016                          | 80     | HF    | Agnieszka Radwańska          | 3       | S       | 6:2, 6:1              |
| WTA Finals Singapur Tour Championships Hartplatz (Halle) 23. – 30. Oktober 2016                          | 81     | F     | Dominika Cibulková           | 8       | N       | 3:6, 4:6              |

### Doppel
| Turniere | Spiele | Runde | Gegnerinnen                                    | Rang   | S/N | Ergebnis         |
| --- | ------ | ----- | ---------------------------------------------- | ------ | --- | ---------------- |
| Brisbane International Brisbane, Australien Premier Hartplatz 4. – 9. Januar 2016 Partner: Andrea Petković                  | 1      | 1R    | Kateryna Bondarenko Olha Sawtschuk             | 76 53  | S   | 7:62, 6:3        |
| Brisbane International Brisbane, Australien Premier Hartplatz 4. – 9. Januar 2016 Partner: Andrea Petković                  | 2      | VF    | Raquel Atawo Alizé Cornet                      | 18 108 | S   | 6:2, 6:3         |
| Brisbane International Brisbane, Australien Premier Hartplatz 4. – 9. Januar 2016 Partner: Andrea Petković                  | 3      | HF    | Anabel Medina Garrigues Arantxa Parra Santonja | 32 37  | S   | 2:6, 6:3, [10:2] |
| Brisbane International Brisbane, Australien Premier Hartplatz 4. – 9. Januar 2016 Partner: Andrea Petković                  | 4      | F     | Martina Hingis Sania Mirza                     | 2 1    | N   | 5:7, 1:6         |
| |        |       |                                                |        |     |                  |
| BNP Paribas Open Indian Wells, Vereinigte Staaten Premier Mandatory Hartplatz 7. – 20. März 2016 Partner: Andrea Petković   | 5      | 1R    | Chan Hao-ching Chan Yung-jan                   | 6 5    | N   | 4:6, 3:6         |
| |        |       |                                                |        |     |                  |
| Rogers Cup Montreal, Kanada Premier 5 Hartplatz 25. – 31. Juli 2016 Partner: Andrea Petković                                | 6      | 1R    | Christina McHale Asia Muhammad                 | 79 86  | N   | 7:5, 5:7, [6:10] |
| |        |       |                                                |        |     |                  |
| Olympische Sommerspiele Rio de Janeiro, Brasilien Olympische Spiele Hartplatz 6. – 14. August 2016 Partner: Andrea Petković | 7      | 1R    | Sara Errani Roberta Vinci                      | 23 107 | N   | 2:6, 2:6         |

## Saisonzahlen

### Frau gegen Frau
Die fett dargestellten Spielerinnen waren wenigstens bei einem Match in den Top 10 der Weltrangliste platziert.
| - Carla Suárez Navarro 3:1 - Simona Halep 4:1 - Madison Brengle 2:0 - Irina-Camelia Begu 2:0 - Annika Beck 2:0 - Misaki Doi 2:0 - Elina Switolina 2:1 - Johanna Konta 2:0 - Madison Keys 3:0 - Mirjana Lučić-Baroni 2:0 - Petra Kvitová 2:1 - Barbora Strýcová 3:1 - Camila Giorgi 1:0 - Anastassija Pawljutschenkowa 1:0 - Alexandra Dulgheru 1:0 - Timea Bacsinszky 1:0 - Tímea Babos 1:0 | - Lara Arruabarrena 1:0 - Kristína Kučová 1:0 - Laura Siegemund 1:0 - Peng Shuai 1:0 - Daria Gavrilova 1:1 - Laura Robson 1:0 - Varvara Lepchenko 1:0 - Carina Witthöft 1:0 - Venus Williams 1:0 - Cornelia Lister 1:0 - Darja Kassatkina 1:0 - Mariana Duque Mariño 1:0 - Samantha Stosur 1:0 - Kristina Mladenovic 2:0 - Polona Hercog 1:0 - Catherine Bellis 1:0 - Roberta Vinci 1:0 | - Caroline Wozniacki 1:0 - Kiki Bertens 1:1 - Serena Williams 1:1 - Eugenie Bouchard 1:1 - Karolína Plíšková 1:1 - Wiktoryja Asaranka 1:2 - Belinda Bencic 0:1 - Zheng Saisai 0:1 - Denisa Allertová 0:1 - Sloane Stephens 0:1 - Mónica Puig 0:1 - Kateřina Siniaková 1:0 - Maria Sakkari 1:0 - Louisa Chirico 1:0 - Dominika Cibulková 1:1 - Agnieszka Radwańska 1:0 |

### Top-10-Spiele
| S/N        | S:N  | Gegnerin            | Rang 1 | Turnier                           | Belag             | Runde | Ergebnis       | Rang 2 |
| ---------- | ---- | ------------------- | ------ | --------------------------------- | ----------------- | ----- | -------------- | ------ |
| Sieg       | 1:0  | Serena Williams     | 1      | Australian Open, Australien       | Hartplatz         | S     | 6:4, 3:6, 6:4  | 6      |
| Niederlage | 1:1  | Wiktoryja Asaranka  | 8      | Miami, Vereinigte Staaten         | Hartplatz         | HF    | 2:6, 5:7       | 3      |
| Sieg       | 2:1  | Simona Halep        | 6      | Fed Cup, Rumänien                 | Sand (Halle)      | PO    | 6:2, 6:2       | 3      |
| Sieg       | 3:1  | Petra Kvitová       | 7      | Stuttgart, Deutschland            | Sand (Halle)      | HF    | 6:4, 4:6, 6:2  | 3      |
| Sieg       | 4:1  | Simona Halep        | 5      | Wimbledon, Vereinigtes Königreich | Rasen             | VF    | 7:5, 7:62      | 4      |
| Sieg       | 5:1  | Venus Williams      | 8      | Wimbledon, Vereinigtes Königreich | Rasen             | HF    | 6:4, 6:4       | 4      |
| Niederlage | 5:2  | Serena Williams     | 1      | Wimbledon, Vereinigtes Königreich | Rasen             | F     | 5:7, 3:6       | 4      |
| Niederlage | 5:3  | Simona Halep        | 5      | Montreal, Kanada                  | Hartplatz         | HF    | 0:6, 6:3, 2:6  | 2      |
| Sieg       | 6:3  | Madison Keys        | 9      | Olympische Spiele, Brasilien      | Hartplatz         | HF    | 6:3, 7:5       | 2      |
| Sieg       | 7:3  | Simona Halep        | 4      | Cincinnati, Vereinigte Staaten    | Hartplatz         | HF    | 6:3, 6:4       | 2      |
| Sieg       | 8:3  | Roberta Vinci       | 8      | US Open, Vereinigte Staaten       | Hartplatz         | VF    | 7:5, 6:0       | 2      |
| Sieg       | 9:3  | Dominika Cibulková  | 8      | WTA Finals, Singapur              | Hartplatz (Halle) | RR    | 7:65, 2:6, 6:3 | 1      |
| Sieg       | 10:3 | Simona Halep        | 4      | WTA Finals, Singapur              | Hartplatz (Halle) | RR    | 6:4, 6:2       | 1      |
| Sieg       | 11:3 | Madison Keys        | 7      | WTA Finals, Singapur              | Hartplatz (Halle) | RR    | 6:3, 6:1       | 1      |
| Sieg       | 12:3 | Agnieszka Radwańska | 7      | WTA Finals, Singapur              | Hartplatz (Halle) | HF    | 6:2, 6:1       | 1      |
| Niederlage | 12:4 | Dominika Cibulková  | 8      | WTA Finals, Singapur              | Hartplatz (Halle) | F     | 3:6, 4:6       | 1      |

### Weltranglistenverlauf
| gestiegen | gefallen |

 Einzel 
| Woche | 1  | 2  | 3  | 4  | 5  | 6  | 7  | 8  | 9  | 10 | 11 | 12 | 13 | 14 | 15 | 16 | 17 | 18 | 19 | 20 | 21 | 22 |
| Rang  | 10 | 7  | 6  | 6  | 2  | 2  | 2  | 2  | 2  | 2  | 2  | 3  | 3  | 2  | 3  | 3  | 3  | 3  | 2  | 3  | 3  | 3  |
|       |    |    |    |    |    |    |    |    |    |    |    |    |    |    |    |    |    |    |    |    |    |    |
| Woche | 23 | 24 | 25 | 26 | 27 | 28 | 29 | 30 | 31 | 32 | 33 | 34 | 35 | 36 | 37 | 38 | 39 | 40 | 41 | 42 | 43 | 44 |
| Rang  | 4  | 4  | 4  | 4  | 4  | 2  | 2  | 2  | 2  | 2  | 2  | 2  | 2  | 2  | 1  | 1  | 1  | 1  | 1  | 1  | 1  | 1  |

### Preisgeld
| Einzel            |            |            |
| Turnier           | Preisgeld  | Summe      |
| Brisbane          | $103.850   | $103.850   |
| Sydney            | $10.540    | $114.390   |
| Australian Open   | $2.553.740 | $2.668.130 |
| Doha              | $15.185    | $2.683.315 |
| Indian Wells      | $19.530    | $2.702.845 |
| Miami             | $251.500   | $2.954.345 |
| Charleston        | $33.600    | $2.987.945 |
| Stuttgart         | $129.551   | $3.117.496 |
| Madrid            | $15.193    | $3.132.689 |
| Rom               | $15.680    | $3.148.369 |
| French Open       | $32.314    | $3.180.683 |
| Birmingham        | $22.310    | $3.202.993 |
| Wimbledon         | $1.532.910 | $4.735.903 |
| Båstad            | $3.400     | $4.739.303 |
| Montreal          | $121.150   | $4.860.453 |
| Cincinnati        | $247.320   | $5.107.773 |
| US Open           | $3.500.000 | $8.607.773 |
| Wuhan             | $26.900    | $8.572.238 |
| Peking            | $62.758    | $8.635.006 |
| Hongkong          | $6.175     | $8.641.181 |
| WTA Championships | $1.200.000 | $9.841.181 |
|                   |            | $9.841.181 |
| Doppel            |            |            |
| Turnier           | Preisgeld  | Summe      |
| Brisbane          | $12.259    | $12.259    |
| Indian Wells      | $5.930     | $18.189    |
| Montreal          | $2.245     | $20.434    |
|                   |            | $20.434    |
| Total             |            |            |
|                   |            | $9.861.615 |